# Dolichos mendoncae
Dolichos mendoncae är en ärtväxtart som beskrevs av Antonio Rocha da Torre. Dolichos mendoncae ingår i släktet Dolichos och familjen ärtväxter. Inga underarter finns listade i Catalogue of Life.